# Данайців дари
Данайців дари (лат. Danaorum dona), також: Данайців боюсь із дарами прибулих (лат. Timeo Danaos et dona ferentes) — крилатий вислів, пов'язаний із переказом про Троянського коня. Переносно вживається для застереження від надмірної довірливості.
Уперше фраза зустрічається в «Енеїді» Вергілія. Троянський жрець Лаокоон промовляє:

## Текст
| Aut hoc inclusi lign(o) occultantur Achivi, Aut haec in nostros fabricata (e)st machina muros, Inspectura domos venturaque desuper urbi, Aut aliquis latet error. Equo ne credite, Teucri. Quidquid id est, timeo Danaos et dona ferentes. | Може, в данайців без зради дари? Чи Улліс вам не знаний? Таж в деревищі або заховались підступні ахейці, Замкнені в ньому, або ця споруда на нашу твердиню Зроблена, щоб заглядала в доми і зверху на місто Впала, чи інший тут підступ; ох, тевкри, не вірте коневі. Як там не буде: данайців боюсь із дарами прибулих. |  |